# وداعا يا صديقي (فلم)
وداعًا يا صديقي (بالإنجليزية: Adios Amigo)، هو فيلم كوميدي غربي أمريكي صدر عام 1976، كتبه وأنتجه وأخرجه فريد ويليامسون، الذي يلعب أيضًا الدور الرئيسي. شارك في بطولة الفيلم كل من ريتشارد برايور وجيمس براون.

## روابط خارجية
- مقالات تستعمل روابط فنية بلا صلة مع ويكي بيانات